# Галфрид Монмутски
Галфрид Монмутски (на латински: Galfridus Monemutensis, също и на уелски: Sieffre o Fynwy, Gruffydd ap Arthur; на английски: Geoffrey of Monmouth) (около 1100 – 1154 или 1155) е свещеник и писател, изиграл важна роля в развитието на историята на Британия и положил основите на легендите за крал Артур във вида им, който познаваме днес.

## Биография
Не е известно къде е роден Галфрид, но не е изключено това да е град Мънмът, на югоизток от Уелс, близо до границата с Англия. Дори това да не е така, неговият живот очевидно е свързан с това място (както сочи и прозвището му), а неговите описания на покрайнините на село Кайрлеон (днес край Нюпорт) показват, че той добре е познавал тези места. Галфрид учи в Оксфорд, където среща някой си Уолтър, тамошния архидякон. На 21 февруари 1152 г. Теобалд, архиепископ на Кентърбъри, ръкополага Галфрид за епископ на Сейнт Асаф. Известни са 6 документа, подписани от Галфрид (от 1129 до 1151 г.).

## Произведения
Галфрид създал няколко известни литературни произведения. Най-ранното от тях – „Пророчествата на Мерлин“ (на латински: Prophetiae Merlini) е написано преди 1135 г. и публикувано по молба на Александър, епископ на Линкълн. Представлява няколко апокалиптични текста, който Галфрид представил като принадлежащи на магьосника Мерлин.
Именно на Галфрид принадлежи тази версия на името му, която би трябвало да е на уелски: Myrddin. „Пророчествата“ получили голяма известност и много хора им вярвали. Дж. Дж. Пери и Р. Колдуел отбелязват, че те „се възприемали сериозно даже от учени и мъдри хора из много страни“: примери за това може да се видят и чак в 1445 г..
Друг труд на Галфрид е „История на кралете на Британия“ (на латински: Historia Regum Britanniae). Галфрид я представил като истинската история на Британия от заселването на Брут Троянеца, потомък на троянския герой Еней до смъртта на Кадваладър през VII век. В частност, в този труд се съдържат разкази за живота на Цезар, Лир и Кимбелин (преразказани от Шекспир в „Крал Лир“ и „Цимбелин“), и крал Артур. Галфрид твърди, че за източник му е послужила „древна книга на езика на бритите“ (на латински: Britannici sermonis librum vetustissimum), която той получил от Уолтър Оксфордски, въпреди че в съществуването на тази книга повечето учени се съмняват.
Накрая, някъде между 1149 и 1151 г. Галфрид написал „Животът на Мерлин“ (на латински: Vita Merlini). Това било епическо произведение, написано в хекзаметри.

## Влияние
Трудовете на Галфрид били широко известни из цяла Европа. Освен това скоро започнали да се появяват приложения на неговите произведения на народен език. Така Валийския превод на „История на британските крале“ (Brut y Brenhinedd) е запазен в няколко версии (Черната Книга от Безингверк (края на XV век), ръкописа Cotton Cleopatra (края на XIII век) и др.). Норманският поет Вас преразказал „Историята“ в стихове („Роман за Брут“); и въз основа на тази версия бил съставен „Брут“ на Лайамон – едно от първите литературни произведения от средноанглийския период.

## Забележки
1. ↑  biography.wales
2. ↑  monmog //   Посетен на 14 октомври 2020 г.
3. ↑  Михайлов, А. Д. Книгата на Галфрид Монмутски и нейната съдба / Галфрид Монмутски. История на британците. Животът на Мерлин. М.: Наука, 1984. стр. 199
4. ↑  Според Рейчъл Бромич, прехода на dd в l е странен. Както предполага Гастон Пари, Галфрид, написвайки на латински Merlinus вместо очакваното Merdinus, искал да избегне неприятната асоциация, свързана с фр. дума merde (Bromwich, Trioedd Ynys Prydein: The Welsh Triads, стр. 472)
5. ↑  Arthurian Literature in the Middle Ages, стр. 79.

### Преводи

#### „История на британските крале“
- Превод на А. Бобович по изданието от 1984 г
- ((en)) Превод А. Томпсон, редакция Дж. А. Джайлз

#### „Животът на Мерлин“
- Превод А. Бобович по изданието от 1984 г Архив на оригинала от 2006-10-12 в Wayback Machine.
- ((en)) Превод Базил Кларк (Life of Merlin: Vita Merlini Cardiff: University of Wales Press, 1973)